# بين رايت (لاعب كريكت)
بين رايت (5 ديسمبر 1987 في المملكة المتحدة - ) (بالإنجليزية: Ben Wright)‏ هو لاعب كريكت بريطاني. لعب مع نادي مقاطعة غلاموركن للكريكت ‏.

## وصلات خارجية
- بين رايت على موقع إي آس بي آن كريك إنفو (الإنجليزية)